# Atua (district)
Pour les articles homonymes, voir Atua.
Atua est un district des Samoa. Le mot désigne aussi un concept religieux polynésien.